# Marathon aux Jeux olympiques d'été de 1960
 (mai 2021).
Si vous disposez d'ouvrages ou d'articles de référence ou si vous connaissez des sites web de qualité traitant du thème abordé ici, merci de compléter l'article en donnant les références utiles à sa vérifiabilité et en les liant à la section « Notes et références ».
Pour un article plus général, voir Athlétisme aux Jeux olympiques d'été de 1960.
Navigation
Melbourne 1956 Tokyo 1964
L'épreuve du marathon aux Jeux olympiques d'été de 1960 s'est déroulée le 10 septembre 1960 à Rome, en Italie. Elle est remportée par l'Éthiopien Abebe Bikila.

## Résultats
| Rang               | Athlète                      | Temps                  |
| ------------------ | ---------------------------- | ---------------------- |
| Médaille d'or      | Abebe Bikila (ETH)           | 2 h 15 min 16 s 2 (WR) |
| Médaille d'argent  | Abdeslam Radi (MAR)          | 2 h 15 min 41 s 6      |
| Médaille de bronze | Barry Magee (NZL)            | 2 h 17 min 18 s 2      |
| 4                  | Konstantin Vorobyov (URS)    | 2 h 19 min 09 s 6      |
| 5                  | Sergey Popov (URS)           | 2 h 19 min 18 s 8      |
| 6                  | Thyge Thøgersen (DEN)        | 2 h 21 min 03 s 4      |
| 7                  | Abebe Wakgira (ETH)          | 2 h 21 min 09 s 4      |
| 8                  | Bakir Benaïssa (MAR)         | 2 h 21 min 21 s 4      |
| 9                  | Osvaldo Suárez (ARG)         | 2 h 21 min 26 s 6      |
| 10                 | Franjo Škrinjar (YUG)        | 2 h 21 min 40 s 2      |
| 11                 | Nikolay Rumyantsev (URS)     | 2 h 21 min 49 s 4      |
| 12                 | Franjo Mihalić (YUG)         | 2 h 21 min 52 s 6      |
| 13                 | Keith James (RSA)            | 2 h 22 min 58 s 6      |
| 14                 | Pavel Kantorek (TCH)         | 2 h 22 min 59 s 8      |
| 15                 | Gumersindo Gómez (ARG)       | 2 h 23 min 00 s 0      |
| 16                 | Denis O'Gorman (GBR)         | 2 h 24 min 16 s 2      |
| 17                 | Miguel Navarro (ESP)         | 2 h 24 min 17 s 4      |
| 18                 | Jeff Julian (NZL)            | 2 h 24 min 50 s 6      |
| 19                 | John J. Kelley (USA)         | 2 h 24 min 58 s 0      |
| 20                 | Lee Chung-hun (KOR)          | 2 h 25 min 02 s 2      |
| 21                 | Arnold Vaide (SWE)           | 2 h 25 min 40 s 2      |
| 22                 | Gerry McIntyre (IRL)         | 2 h 26 min 03 s 0      |
| 23                 | Olavi Manninen (FIN)         | 2 h 26 min 33 s 0      |
| 24                 | Eino Oksanen (FIN)           | 2 h 26 min 38 s 0      |
| 25                 | Arthur Keily (GBR)           | 2 h 27 min 00 s 0      |
| 26                 | Tor Torgersen (NOR)          | 2 h 27 min 30 s 0      |
| 27                 | Myitung Naw (MYA)            | 2 h 28 min 17 s 0      |
| 28                 | Bruno Bartholome (EUA)       | 2 h 28 min 39 s 0      |
| 29                 | Brian Kilby (GBR)            | 2 h 28 min 55 s 0      |
| 30                 | Alex Breckenridge (USA)      | 2 h 29 min 38 s 0      |
| 31                 | Kurao Hiroshima (JPN)        | 2 h 29 min 40 s 0      |
| 32                 | Kazumi Watanabe (JPN)        | 2 h 29 min 45 s 0      |
| 33                 | Juan Silva (CHI)             | 2 h 31 min 18 s 0      |
| 34                 | Alain Mimoun (FRA)           | 2 h 31 min 20 s 0      |
| 35                 | Paul Genève (FRA)            | 2 h 31 min 20 s 0      |
| 36                 | Frans Künen (NED)            | 2 h 31 min 25 s 0      |
| 37                 | Francesco Perrone (ITA)      | 2 h 31 min 32 s 0      |
| 38                 | Silvio De Florentis (ITA)    | 2 h 31 min 54 s 0      |
| 39                 | Linus Diaz (CEY)             | 2 h 32 min 12 s 0      |
| 40                 | Lal Chand (IND)              | 2 h 32 min 13 s 0      |
| 41                 | Johannes Lauridsen (DEN)     | 2 h 32 min 32 s 0      |
| 42                 | Willie Dunne (IRL)           | 2 h 33 min 08 s 0      |
| 43                 | Ian Sinfield (AUS)           | 2 h 34 min 16 s 0      |
| 44                 | Arthur Wittwer (SUI)         | 2 h 34 min 42 s 2      |
| 45                 | Jagmal Singh (IND)           | 2 h 35 min 01 s 0      |
| 46                 | Nobuyoshi Sadanaga (JPN)     | 2 h 35 min 11 s 0      |
| 47                 | Lee Sang-cheol (KOR)         | 2 h 35 min 14 s 0      |
| 48                 | Gordon McKenzie (USA)        | 2 h 35 min 16 s 0      |
| 49                 | Ahmed Labidi (TUN)           | 2 h 35 min 43 s 0      |
| 50                 | Walter Lemos (ARG)           | 2 h 36 min 55 s 0      |
| 51                 | Ray Puckett (NZL)            | 2 h 37 min 36 s 0      |
| 52                 | Dolfi Gruber (AUT)           | 2 h 37 min 40 s 0      |
| 53                 | Antti Viskari (FIN)          | 2 h 38 min 06 s 0      |
| 54                 | Allan Lawrence (AUS)         | 2 h 38 min 46 s 0      |
| 55                 | Gordon Dickson (CAN)         | 2 h 38 min 46 s 0      |
| 56                 | Lothar Beckert (EUA)         | 2 h 40 min 10 s 0      |
| 57                 | Günter Havenstein (EUA)      | 2 h 41 min 14 s 0      |
| 58                 | Evert Nyberg (SWE)           | 2 h 42 min 59 s 0      |
| 59                 | Arap Sum Kanuti (KEN)        | 2 h 46 min 55 s 2      |
| 60                 | Ranjit Bhatia (IND)          | 2 h 57 min 06 s 0      |
| 61                 | Allal Saoudi (MAR)           | 2 h 59 min 41 s 0      |
| 62                 | Alifu Massaquoi (LBR)        | 3 h 43 min 18 s 0      |
| —                  | Hedi Dhaoui (TUN)            | DNF                    |
| —                  | Vito Di Terlizzi (ITA)       | DNF                    |
| —                  | Mouldi Essalhi (TUN)         | DNF                    |
| —                  | Gerhart Hecker (HUN)         | DNF                    |
| —                  | Kim Yeon-beom (KOR)          | DNF                    |
| —                  | Bertie Messitt (IRL)         | DNF                    |
| —                  | Aurèle Vandendriessche (BEL) | DNF                    |

## Légende
Records et Performances
- AR : Record continental (area record)
- CR : Record des championnats (championship record)
- MR : Record du meeting (meet record)
- NR : Record national (national record)
- OR : Record olympique (olympic record)
- PR : Record paralympique (paralympic record)
- PB : Record personnel (personal best)
- SB : Meilleure performance personnelle de la saison (season's best)
- WL : Meilleure performance mondiale de l'année (world leader)
- WJR : Record du monde junior (world junior record)
- WR : Record du monde (world record)

Circonstances et Conditions
- DNF : N'a pas terminé (did not finish)
- DNS : N'a pas pris le départ (did not start)
- DQ : Disqualification (disqualification)
- NM : Aucun essai valable enregistré (No Mark)
- Q : Qualifié « directement » au prochain tour (ou à la prochaine compétition), lors d'une compétition majeure, grâce au classement ou à la réalisation des minima (automatic qualifier)
- q : Qualifié au prochain tour (ou à la prochaine compétition), lors d'une compétition majeure, grâce au repêchage ou à la réalisation de l'une des meilleures performances parmi celles des « non qualifiés directement » (grâce au meilleur temps ou à la meilleure distance par exemple) (secondary qualifier)